# Омарова Жамал Мукашевна
Жамал Мукашевна Омарова (нар. 8 березня 1912 — пом. 15 вересня 1976) — казахська радянська співачка, виконавиця пісень народів СРСР. У 1937—1976 роках — солістка казахської філармонії. Народна артистка Казахської РСР (1943). Перша виконавиця пісні «Мій Казахстан», що стала Гімном Казахстану.

## Біографія
Народилася в 1912 році на станції Кауфманська Туркестанської залізниці Російської імперії в багатій родині місцевого фабриканта, в кінці 20-х років розкуркуленого під час колективізації.
Співати Жамал Омарова почала ще в школі в гуртку художньої самодіяльності. Потім була помічена Курманбеком Джандарбековим, завдяки йому в 1925 році брала участь у Середньоазіатській дитячій Олімпіаді в Ташкенті, де отримала Гран-прі. І вже з 16 років виступала на Ташкентському радіо.
Була першою піонеркою, потім активною комсомолкою і першою вожатою першого організованого в Ташкенті піонерського загону. Вчилася на робітфаку, потім в Ташкентському педагогічному училищі для казахської, киргизької та узбецької молоді, потім закінчила Ташкентський гірничий інститут.
У 1934 році Жамал Омарова приїхала до Алма-Ати і стала працювати на Казахському радіо. У той час на радіо був прийнятий на роботу ленінградський композитор Євген Григорович Брусиловський з яким у неї склалося творче співробітництво. Репертуар складався в основному з обробок народних та народно-професійних пісень.
У 1934—1936 роках як актриса зіграла кілька ролей на сцені Казахського музично-драматичного театру, в тому числі роль Камки в опері на музику Брусиловського «Киз-Жибек», роль Макпал у постановці «Шуга» за повістю Б.Майліна «Пам'ятник Шуги» і роль Айман у опері «Айман-Шолпан» Мухтара Ауезова.
Здобула всесоюзну популярність в 1936 році, коли була запрошена керівником і головним диригентом домбрового ансамблю А. Жубановим для соліровання оркестру на Першій декаді казахського мистецтва, що проходила в травні 1936 року в Москві. Тоді на сцені Великого театру в Москві вперше прозвучали казахські пісні, в тому числі у виконанні Жамал Омарової, і, як писала газета «Правда» від 25 травня 1936 року, мали великий успіх. Вона виконувала народні пісні: «Іртиш», «Караторгай», «Латипа». Коли на біс повторно співала «Кара торгай», на концерт приїхав М. І. Калінін, знайомий з її співом ще по поїздці в Алма-Ату на святкування 15-річчя Казахської РСР, який попросив заспівати пісню і пісня була виконана втретє.
У 1937 році Жамал Омарова була прийнята солісткою до Казахської державної філармонії імені Джамбула. Не маючи ніякої музичної освіти або підготовки, навчалася нотам у ході роботи, при цьому величезну роль зіграв диригент Борис Васильович Лебедєв.
У 1939 році вона брала участь і стала призером у Всесоюзному конкурсі естрадних артистів у Москві, де акомпануючим їй на фортепіано був М. В. Смитрович.
З 1940 року Жамал Омарова заслужена артистка Казахської РСР.
У роки німецько-радянської війни у складі концертних бригад їздила фронтами, зокрема була на Північно-Західному і Далекосхідному, де виступала на крейсері «Калінін».
|  | В червні 1942 року чотирнадцять осіб вирушили на Північно-Західний фронт. Щодня виступали з двома-трьома концертами. Я особливо хотів відзначити самовіддану працю таких видатних діячів культури, як Куляш, Жаман, Манарбек, Жусупбек, Шаріпов, Ануарбек. Люди з часом можуть забути ці події, але ми не повинні забувати. Такі дні, такі люди не повторюються. Народный артист Казахской ССР Е. Омирзаков |

|  | Джамал Омарова прекрасно без жодного акценту виконала російською мовою «Самарські частівки», а потім її чистий голос задзвенів українськими і білоруськими мелодіями, і тут уже й важко було розгадати, хто ж вона - казашка, українка, росіянка або білоруска. зі статті «Про що розповіла пісня» батальйонного комісара О. Левитського в армійській газеті «Мужність» за 12 липня 1942 року |

|  | Справжніми майстрами виконання пісень різних народів нашої країни зарекомендували себе під час війни заслужена артистка РРФСР Ірма Яунзем і солістка Казахської філармонії Жаман Омарова. Фронтовики, без перебільшення, приймали їх концерти із захопленням. дослідник фронтових і партизанських пісень Павло Федорович Лебедєв |

В 1943 році Жамал Омаровій було присвоєно звання Народної артистки Казахської РСР. Вона член ВКП(б) з 1945 року.
Після війни, аж до своєї смерті в 1977 році, Жамал Омарова працювала солісткою Казахської філармонії. Разом з концертною бригадою об'їздила з гастролями всю Казахську РСР, з успіхом виступала в Москві, Ленінграді, Новосибірську, Хабаровську, Мінську, Ташкенті та інших містах республік СРСР, а також в Китайській Народній республіці та Монголії.

## Репертуар
У репертуар Жамал Омарової входили понад двохсот пісень народів СРСР п'ятнадцятьма мовами.
На фронті і в післявоєнний час була широко відома в її виконанні пісня «Наш тост» (або «Застільна») Ісака Любана.
У її виконанні вперше прозвучала і стала дуже популярною пісня «Мій Казахстан» («Менің Қазақстаным»), яка стала потім Гімном Казахстану. Спочатку написана в 1965 році пісня називалася «Марш цілинників», і саме завдяки підтримці Жамал Омарової, якій автори показали пісню, пісня майже відразу зазвучала на радіо в її виконанні.
Багато пісень з репертуару Жамал Омарової були написані композиторами спеціально для неї: знаменитий «Алтай» і «Гулденген Казахстан» Е. Брусиловського, «Менін Казахстаним» Ш. Калдаякова, «Бобегим» і «Досима» Б. Байкадамова. У створенні деяких пісень і сама співачка брала участь.

### Записи
- Жамал Омарова, Мелодія, 1966 — Д-00018619, Д-00018620
- Співає Жамал Омарова, Мелодія, 1979 — М30—41601-2

## Нагороди та визнання
Народна артистка Казахської РСР (1943). Кавалер орденів Леніна, Трудового Червоного Прапора і «Знак Пошани». Відзначена медалями, знаком «Відмінник культури СРСР»

## Пам'ять
У 2003 році в Алма-Аті на честь Жамал Омарової була названа одна з вулиць в Медеуському районі (до цього вона була частиною вул. Елебекова).
В Алма-Аті на будинку № 153 по вулиці Кунаєва, де жила артистка, встановлена меморіальна дошка.
Музична школа № 1 міста Шимкента носить ім'я Жамал Омарової.
У 2012 році в Казахському театрі опери та балету імені Абая відбувся святковий концерт, присвячений 100-річчю з дня народження Жамал Омарової.
У 1969 році художник  Алі Джусупов написав портрет Жаман Омарової, який став одним з кращих у творчості художника і посів чільне місце в казахському портретному живопису:
|  | Духовне багатство проявляється в образі виконавиці казахських народних пісень (портрет «Жаман Омарова», 1969 рік). Портрет написаний тонкошарово, на тлі легкого сріблясто-жовтуватого кольору. У центрі композиції - різко окреслений поясний силует фігури Омарової. Образ сповнений сили, твердості, енергії, погляд прямий і спокійний. мистецтвознавець Гульчара Сарикулова |

.